# Amphiura lymani
Amphiura lymani is een slangster uit de familie Amphiuridae.
De wetenschappelijke naam van de soort werd in 1885 gepubliceerd door Théophile Rudolphe Studer.